# Calverley
Calverley är en by i unparished area Pudsey, i distriktet Leeds, i grevskapet West Yorkshire, i England. Byn är belägen 10 km från Leeds. Byn hade 3 987 invånare år 2021. Calverley var en civil parish 1894–1937 när blev den en del av Pudsey. Civil parish hade 3 655 invånare år 1931. Calverley var ett distrikt 1894–1937 när blev den en del av Pudsey. Byn nämndes i Domedagsboken (Domesday Book) år 1086, och kallades då Caverlei(a).